# Physorhinus quirsfeldi
Physorhinus quirsfeldi là một loài bọ cánh cứng trong họ Elateridae. Loài này được Mutchler miêu tả khoa học năm 1938.